# Saint-Vaast-du-Val

Saint-Vaast-du-Val este o comună în departamentul Seine-Maritime, Franța. În 1 ianuarie 2022 avea o populație de 463 de locuitori.